# Callopistria consentanea
Callopistria consentanea là một loài bướm đêm trong họ Noctuidae.